# Gouvernement Houngbo II
Pour les articles homonymes, voir Gouvernement de Gilbert Fossoun Houngbo.
Quatrième République
Houngbo I Ahoomey-Zunu I
Le second gouvernement de Gilbert Fossoun Houngbo intervient après la démission de Gilbert Houngbo (le 5 mai 2010), conformément au souhait du Président de la République Faure Gnassingbé d'avoir un gouvernement d'union nationale. Quarante-huit heures après sa démission, soit le 7 mai 2010 il est reconduit à son poste par le Chef de l'État.
Le Premier ministre, après des « consultations et à des discussions avec l'ensemble de la classe politique » forme un nouveau gouvernement à partir du 28 mai 2010.

## Composition

### Premier ministre
| Portrait                | Fonction         | Titulaire | Titulaire          | Parti       |
| ----------------------- | ---------------- | --------- | ------------------ | ----------- |
| Gilbert Fossoun Houngbo | Premier ministre |           | Gilbert F. Houngbo | Indépendant |

### Ministres
| Fonction | Titulaire                 | Titulaire                            | Parti |
| --- | ------------------------- | ------------------------------------ | ----- |
| Ministre d'État Ministre de l'Administration territoriale, de la Décentralisation et des Collectivités locales Porte-parole du gouvernement |                           | Pascal Akoussoulèlou Bodjona         | RPT   |
| Ministre d'État Ministre de la Fonction publique et de la Réforme administrative                                                            | Solitoki Magnim Esso      |                                      | RPT   |
| Ministre d'État Ministre des Affaires étrangères et de l'Intégration régionale                                                              |                           | Elliot Ohin                          | UFC   |
| Ministre de la Santé |                           | Komlan Mally                         | RPT   |
| Ministre de l'Eau, de l'Assainissement et de l'Hydraulique villageoise                                                                      | Zakari Nandja             |                                      | RPT   |
| Ministre de l'Économie et des Finances | Adji Otèth Ayassor        |                                      | RPT   |
| Ministre du Tourisme | Batienne Kpabre-Sylli     |                                      | RPT   |
| Garde des sceaux Ministre de la Justice, chargé des Relations avec les Institutions de la République                                        | Kokou Biossey Tozoun      |                                      | RPT   |
| Ministre de la Sécurité et de la Protection civile                                                                                          | Atcha Mohamed Titikpina   |                                      | RPT   |
| Ministre du Développement à la base, de l'Artisanat, de la Jeunesse et de l'Emploi des jeunes                                               | Victoire Tomegah Dogbé    |                                      | RPT   |
| Ministre des Travaux publics | Tchamdja Andjo            |                                      | RPT   |
| Ministre de l'Enseignement supérieur et de la Recherche                                                                                     |                           | François Agbéviadé Galley            | ?     |
| Ministre de l'Action sociale et de la Solidarité nationale                                                                                  |                           | Mémounatou Ibrahima                  | RPT   |
| Ministre des Mines et de l’Énergie |                           | Dammipi Noupokou                     | ?     |
| Ministre de l'Agriculture, de l'Élevage et de la Pêche                                                                                      |                           | Kossi Messan Ewovor                  | ?     |
| Ministre de l'Enseignement technique et de la Formation professionnelle                                                                     |                           | Hamadou Brim Bouraima-Diabacte       | UFC   |
| Ministre des Transports |                           | Ninsao Gnofam                        | RPT   |
| Ministre de l'Environnement et des Ressources forestières                                                                                   | Kossivi Ayikoe            |                                      | RPT   |
| Ministre de la Promotion de la Femme |                           | Henriette Olivia Amdjogbe-Kouevi     | ?     |
| Ministre du Travail, de l'Emploi et de la Sécurité sociale                                                                                  |                           | Octave Nicoué Broohm                 | CPP   |
| Ministre des Droits de l'Homme, de la Consolidation de la Démocratie et de la Formation civique                                             |                           | Léonardina Rita Dois Wilson de Souza | UFC   |
| Ministre du Commerce et de la Promotion du Secteur privé                                                                                    |                           | Kokou Gozan                          | RPT   |
| Ministre de l'Industrie, de la Zone franche et des Innovations technologiques                                                               |                           | Bakalawa Fofana                      | UFC   |
| Ministre des Sports et Loisirs |                           | Bakalawa Fofana                      | RPT   |
| Ministre des Postes et Télécommunications                                                                                                   | Cina Lawson               |                                      | RPT   |
| Ministre des Arts et de la Culture | Yacoubou Koumadjo Hamadou |                                      | RPT   |
| Ministre de l'Urbanisme et de l'Habitat |                           | Komlan Nunyabu                       | ?     |
| Ministre des Enseignements Primaire, Secondaire et de l’Alphabétisation                                                                     |                           | Bernadette Essossimna Legzim-Balouki | RPT   |
| Ministre de la Communication |                           | Djimon Oré                           | UFC   |

### Ministres délégués
| Fonction                                                                                 | Ministre de tutelle                                    | Titulaire | Titulaire         | Parti |
| ---------------------------------------------------------------------------------------- | ------------------------------------------------------ | --------- | ----------------- | ----- |
| Ministre chargée de la Planification, du Développement et de l'Aménagement du Territoire | Président de la République                             |           | Dédé Ahoéfa Ekoué | ?     |
| Ministre délégué chargé des Infrastructures rurales                                      | Ministre de l'Agriculture, de l'Élevage et de la Pêche |           | Gourdigou Kolani  | ?     |